# Peter King, 4. Earl of Lovelace

Wappen des Earls of Lovelace

Peter Malcolm King, 4. Earl of Lovelace (* 30. März 1905; † 4. Dezember 1964) war ein britischer Adeliger und Politiker, der zwischen 1929 und 1964 als Earl of Lovelace Mitglied des House of Lords war.

## Leben
King war der Sohn von Lionel King, 3. Earl of Lovelace und dessen Ehefrau Edith Anson, einer Tochter von Thomas Anson, 2. Earl of Lichfield. Nach dem Tode seines Vaters am 5. Oktober 1929 erbte er von diesem den Titel des Earl of Lovelace sowie die diesem nachgeordneten Titel als 4. Viscount Ockham, of Ockham in the County of Surrey, und 11. Baron King, of Ockham in the County of Surrey. Dadurch wurde er zugleich Mitglied des House of Lords, dem er bis zu seinem Tod 1964 angehörte.
Der Earl of Lovelace war zwei Mal verheiratet. In erster Ehe heiratete er am 30. März 1939 Doris Evison, die jedoch bereits am 20. September 1940 ohne Nachkommen verstarb. In zweiter Ehe heiratete er am 18. Juni 1951 Lis Manon Transö, die Witwe von Baron Carl Fredrik von Blixen-Finecke. Aus dieser Ehe ging sein einziger Sohn Peter Axel William Locke King hervor, der nach seinem Tod den Titel als 5. Earl of Lovelace sowie die nachgeordneten Titel erbte.